# Cessières-Suzy
Cessières-Suzy – gmina we Francji, w regionie Hauts-de-France, w departamencie Aisne. W 2013 roku liczba ludności wynosiła 800 mieszkańców. 
Gmina została utworzona 1 stycznia 2019 roku z połączenia dwóch ówczesnych gmin: Cessières oraz Suzy. Siedzibą gminy została miejscowość Cessières. 